# Violette (film)
Violette is een Franse biografische film uit 2013, geschreven en geregisseerd door Martin Provost. De film handelt over het leven van de Franse schrijfster Violette Leduc.

## Verhaal
Tijdens de laatste jaren van de Tweede Wereldoorlog woont Violette Leduc op het Franse platteland samen met de joodse schrijver Maurice Sachs die niet van haar houdt, maar haar aanzet om te schrijven. Na het einde van de oorlog verhuist ze terug naar Parijs waar ze probeert rond te komen door te handelen op de zwarte markt. Ze brengt haar eerste manuscript naar de succesvolle schrijfster Simone de Beauvoir die haar in contact brengt met de intellectuelen van deze periode, Jean-Paul Sartre, Jean Genet en Albert Camus. Simone de Beauvoir  start een fonds om Violette financieel te ondersteunen omdat ze gelooft in de schrijfster. Uiteindelijk in 1964 met de uitgave van La Bâtarde (de bastaard) krijgt Leduc het verwachte succes en kan ze verder leven van haar werk. Ze verhuist naar het dorpje Faucon in de Vaucluse, waar ze tot het einde van haar leven zal blijven wonen.

## Rolverdeling
| Acteur             | Personage          |
| ------------------ | ------------------ |
| Emmanuelle Devos   | Violette Leduc     |
| Sandrine Kiberlain | Simone de Beauvoir |
| Olivier Gourmet    | Jacques Guérin     |
| Catherine Hiegel   | Berthe Leduc       |
| Jacques Bonnaffé   | Jean Genet         |
| Olivier Py         | Maurice Sachs      |
| Nathalie Richard   | Hermine            |

## Prijzen en nominaties
| jaar | prijs    | categorie                              | genomineerde(n)                        | uitslag     |
| ---- | -------- | -------------------------------------- | -------------------------------------- | ----------- |
| 2015 | Magritte | Meilleur film étranger en coproduction | Meilleur film étranger en coproduction | Genomineerd |